# Linux-HA
Linux-HA (High-Availability Linux) は、Linux、FreeBSD、OpenBSD に高可用ソリューション（高可用クラスター）を提供するプロジェクトであり、これらプラットフォームでの信頼性、可用性、保守性 (RAS) を促進することを目的としている。
プロジェクトの主な成果は Heartbeat というソフトウェアで、GPLライセンスの高可用クラスター用クラスタ管理プログラムである。主な特徴・機能は以下の通り。
- ノード数の上限はない。大規模なクラスターから非常に単純なものまで構築できる。
- リソース監視: 障害発生時、リソースを再開したりノード間を移動したりできる。
- 障害ノードをクラスターから除去するフェンス機構がある。
- 洗練されたポリシーベースのリソース管理。リソース間の依存関係や制約を扱う。
- 時刻によって異なるポリシーを適用できる。
- いくつかのリソーススクリプトを含む（Apache用、DB2用、Oracle用、PostgreSQL用など）。
- リソースおよびノードの設定・制御・監視用GUI

## 歴史
1997年11月、あるメーリングリストからプロジェクトが始まった。そして、Harald Milz が Linux-HA HOWTO という奇妙な文書を書いた。これは一般的なハウツーのように既存のソフトウェアの設定方法や使用方法を解説したものではなく、Linux用HA（高可用）ソフトウェアを誰かが作ったら、どういうHA技法が使えるかを記述したものである。
Alan Robertson はこの文書に触発され、このプロジェクトのたたき台としてのソフトウェアなら書けるかもしれないと考えた。そして1998年3月18日にそのソフトウェアの初版が完成した。そして1998年10月19日にプロジェクトのWebサイトを立ち上げ、そのソフトウェアの初版を1998年11月15日にリリースした。最初の利用者は Rudy Pawul で、ISO-NEのWebサイト構築に使った。同サイトは1999年後半には稼動している。
この時点では、このプロジェクトは2ノードまでしかサポートしておらず、非常に単純な置換方式で、リソース監視も行っていない。
バージョン2になると、n-ノードクラスターに対応し、リソース監視を備え、依存関係やポリシーを扱えるようになった。バージョン2.0.0は2005年7月29日にリリースされている。このバージョンではLinux-HAコミュニティからの多大なコントリビューションが生かされている。これによって機能的にも商用のHAソフトウェアと肩を並べるレベルとなった。